# یهویاکین (پادشاهی یهودا)
یهویاکین (عبری: יְכָנְיָה‎؛ تقریبی ۶۱۵-۶۰۵ پیش از میلاد – تقریبی ۵۶۲ پیش از میلاد) فرمانروا اهل پادشاهی یهودا بود. نوزدهمین و ماقبل آخر پادشاه یهودا بود که در قرن ششم پیش از میلاد توسط پادشاه بابل، نبوکدنصر دوم از سلطنت خلع شد و به اسارت درآمد. او پسر و جانشین پادشاه یهویاقیم (پادشاهی یهودا) و نوه پادشاه یوشیا بود.